# ヨーク・ダンジョン
ヨーク・ダンジョンとは、ヨークにある観光名所のダンジョンでのアトラクションである。ヨークに纏わる暗黒の歴史的な出来事を再現している。

## 概要
欧州の各地にある系列のアトラクションと同様にホラー仕立てのアトラクションで、楽しみながらローマ時代以降の暗黒面の歴史を学べるようになっている。他のダンジョンより小規模で史実に基づいて有名な追い剥ぎ（ハイウェイマン）のディック・ターピンやエリック・ブラッドエックセの恐怖の逸話や"定番"ともいえる16世紀に蔓延したペストや拷問用具の解説や他のダンジョン同様に"地元"の猟奇的な殺人者等を題材にして再現される。2013年に開業して歴史はまだ浅いものの、近年では主要な観光スポットの一つになりつつある。